# Jezioro Wełnickie
Jezioro Wełnickie – jezioro rynnowe położone w Polsce, w województwie wielkopolskim, w powiecie gnieźnieńskim, w gminie Gniezno, na terenie Pojezierza Gnieźnieńskiego. Od zachodu graniczy z Gnieznem. Zachodni brzeg akwenu jest zalesiony. Na północ od jeziora leży wieś Wełnica. Przez akwen przepływa strumień bez nazwy, dopływ Wełny.

## Dane morfometryczne
Jezioro położone jest na wysokości 100,2 metrów. Jego powierzchnia wynosi około 13 ha, a maksymalna głębokość to 6 metrów.